# 高可法
高可法，字宪章，山东青州府安丘县民籍。明朝政治人物。

## 生平
萬曆三十四年（1606年）丙午科山東鄉試舉人，天启二年（1622年）壬戌科進士。三年授镇江府推官，擢户部主事。